# Baj (Komárom-Esztergom)
Baj es un pueblo húngaro perteneciente al distrito de Tata, condado de Komárom-Esztergom.

## Superficie
Cuenta con una superficie de 21,12 km².

## Demografía
Hasta 2024 la población era de 2892 habitantes, con una densidad de población de 136,93 hab/km².
| Gráfica de evolución demográfica de Baj entre 2020 y 2024 |
|                                                           |
| Datos según la Oficina Central de Estadística de Hungría. |